# Oxytropis mixotriche
Oxytropis mixotriche är en ärtväxtart som beskrevs av Aleksandr Andrejevitj Bunge. Oxytropis mixotriche ingår i släktet klovedlar, och familjen ärtväxter. Inga underarter finns listade i Catalogue of Life.